# Limite di una successione
In matematica, il limite di una successione è il valore a cui tendono i termini di una successione. In particolare, se tale limite esiste finito, la successione si dice convergente. Si tratta di un concetto fondamentale per la costruzione rigorosa dell'analisi matematica.
Tramite la nozione di limite viene formalizzata rigorosamente l'idea intuitiva di "punto variabile che si avvicina arbitrariamente a un punto dato". Tale "punto mobile" potrebbe "muoversi" nell'insieme dei numeri razionali, sulla retta reale, sul piano o anche (via via generalizzando) in uno spazio euclideo, in uno spazio metrico o in uno spazio topologico.
L'esempio più semplice è dato dalla successione dei reciproci degli interi positivi {\displaystyle 1/n}:
{\displaystyle 1,{\frac {1}{2}},{\frac {1}{3}},{\frac {1}{4}},{\frac {1}{5}},\ldots }
successione che si può descrivere meccanicamente come un numero variabile che si avvicina sempre di più allo zero.
La nozione di limite di una successione può essere generalizzata a quella di limite di una funzione. Infatti una successione è una funzione avente come dominio l'insieme dei numeri naturali.

## Definizioni

### Limite nella retta reale
Un numero reale {\displaystyle l} è il limite di una successione di numeri reali {\displaystyle \{a_{n}\}} se la distanza fra i numeri {\displaystyle a_{n}} ed {\displaystyle l}, data dal valore assoluto {\displaystyle |a_{n}-l|}, è arbitrariamente piccola quando {\displaystyle n} è sufficientemente grande.
In altre parole, {\displaystyle l} è il limite della successione se {\displaystyle \forall \varepsilon >0\;\exists N\in \mathbb {N} :|a_{n}-l|<\varepsilon \;\forall n>N}  e in tal caso si scrive:
{\displaystyle \lim _{n\to +\infty }a_{n}=l}
e si dice che la successione converge a {\displaystyle l}.
Se {\displaystyle l=0}, la successione è detta infinitesima. Questa definizione chiarisce il fatto che l'espressione "infinitesima" non è appropriata per una grandezza ben determinata (anche se molto piccola), ma ha senso solo in riferimento a una grandezza variabile.
La definizione di limite può essere estesa al caso {\displaystyle l=+\infty } e {\displaystyle l=-\infty } nel modo seguente. La successione {\displaystyle \{a_{n}\}} ha limite {\displaystyle +\infty } se raggiunge e mantiene valori arbitrariamente alti, cioè  se per ogni {\displaystyle M>0} esiste un numero naturale {\displaystyle N} tale che {\displaystyle a_{n}>M} per ogni {\displaystyle n>N}.
Analogamente, la successione ha limite {\displaystyle -\infty } se {\displaystyle a_{n}<-M} per ogni {\displaystyle n>N}. In entrambi i casi si dice che la successione è divergente.
Per il teorema di unicità del limite il limite di una successione (che sia finito o infinito) se esiste è unico.

### Limite in spazi metrici
In uno spazio metrico {\displaystyle (X,d)}, dove {\displaystyle d} è la funzione distanza, un punto {\displaystyle x} di {\displaystyle X} è il limite di una successione {\displaystyle \{x_{n}\}_{n}} se:
{\displaystyle \forall \varepsilon >0\;\exists N|\forall n>N\;\;d(x_{n},x)<\varepsilon }
Questa definizione coincide in {\displaystyle \mathbb {R} } con quella descritta sopra, se {\displaystyle \mathbb {R} } è considerato con la usuale metrica euclidea, definita da {\displaystyle d(a,b)=|a-b|}.

### Limite in spazi topologici
In uno spazio topologico {\displaystyle (X,{\mathcal {T}})}, un punto {\displaystyle x} è limite di una successione {\displaystyle \{x_{n}\}_{n}} se:
{\displaystyle \forall V\in {\mathcal {T}}|x\in V\;\exists N:\forall n>N\;x_{n}\in V}

## Proprietà di base

### Limitatezza
Per il teorema di limitatezza, una successione {\displaystyle \{a_{n}\}} convergente ad un limite finito {\displaystyle l} è limitata, ovvero esiste un {\displaystyle K} tale che {\displaystyle |a_{n}|<K} per ogni {\displaystyle n}.
D'altra parte, una successione limitata non è necessariamente convergente: si veda ad esempio la successione {\displaystyle a_{n}=(-1)^{n}}.
Una successione divergente (cioè con limite {\displaystyle \pm \infty }) può essere limitata o solo inferiormente o solo superiormente. D'altro canto, esistono però successioni non limitate che non sono divergenti. Ad esempio, la successione {\displaystyle a_{n}=(-1)^{n}n} data da:
{\displaystyle -1,2,-3,4,-5,\ldots }
oppure la successione:
{\displaystyle 1,0,2,0,3,0,4,0,5,0,6,0,\ldots }
In entrambi i casi, le successioni non hanno limite e quindi non sono divergenti.

### Permanenza del segno
Per il teorema della permanenza del segno, se una successione {\displaystyle \{a_{n}\}} converge ad un limite strettamente positivo {\displaystyle l>0} (che può essere anche {\displaystyle +\infty }), questa ha definitivamente soltanto termini positivi. In altre parole, esiste un {\displaystyle N} tale che {\displaystyle a_{n}>0} per ogni {\displaystyle n>N}.
Analogamente, una successione che converge ad un limite strettamente negativo ha definitivamente soltanto termini negativi. Una successione che converge a zero può avere infiniti termini di ambo i segni, ad esempio {\displaystyle a_{n}=(-1)^{n}/n}:
{\displaystyle -1,{\frac {1}{2}},-{\frac {1}{3}},{\frac {1}{4}},-{\frac {1}{5}},{\frac {1}{6}},\ldots }
D'altro canto, non è vero in generale che una successione {\displaystyle \{a_{n}\}} di termini positivi {\displaystyle a_{n}>0} convergente debba avere un limite strettamente positivo {\displaystyle l>0}: ad esempio, la successione {\displaystyle a_{n}=1/n} è fatta di termini positivi, ma converge a zero.
È però vero che una tale successione debba avere un limite {\displaystyle l\geq 0}: se infatti avesse un limite negativo {\displaystyle l<0}, per la permanenza del segno appena descritta dovrebbe avere infiniti termini negativi.

### Valori assoluti
Se una successione {\displaystyle \{a_{n}\}} converge ad un limite (finito o infinito) {\displaystyle l}, la successione dei valori assoluti {\displaystyle \{|a_{n}|\}} converge al valore assoluto del limite {\displaystyle |l|}.
Non è vero l'enunciato opposto: esistono successioni non convergenti, i cui valori assoluti però convergono. Ad esempio, la successione {\displaystyle a_{n}=(-1)^{n}}.

### Successione monotona
Per il teorema di esistenza del limite di successioni monotone, una successione monotona {\displaystyle \{a_{n}\}} converge sempre ad un limite (che può essere infinito). Il limite è dato dall'estremo superiore (se è monotona crescente) o inferiore (se è decrescente) dei valori della successione. In altre parole, nel caso crescente:
{\displaystyle \lim _{n\to \infty }a_{n}=\sup _{n}\{a_{n}\}}
Tale limite è finito quindi se e solo se la successione è limitata.
Il fatto che {\displaystyle a_{n}} sia monotona e converga ad un limite {\displaystyle l} è spesso espresso con una freccia:
{\displaystyle a_{n}\uparrow l}
oppure:
{\displaystyle a_{n}\downarrow l}

## Manipolazioni di successioni

### Sottosuccessioni
Una sottosuccessione di una successione {\displaystyle \{a_{n}\}} è ottenuta prendendo un sottoinsieme infinito di questa, e si indica con {\displaystyle \{a_{n_{k}}\}}. Vale la proprietà seguente: una successione è convergente se e solo se ogni sua sottosuccessione è convergente.

### Somma e prodotto di successioni
Se {\displaystyle \{a_{n}\}} e {\displaystyle \{b_{n}\}} sono successioni convergenti, con:
{\displaystyle \lim _{n\to +\infty }a_{n}=a\qquad \lim _{n\to +\infty }b_{n}=b}
limiti finiti, allora:
{\displaystyle \lim _{n\to +\infty }(c\cdot a_{n})=c\cdot a\qquad \forall c\in \mathbb {R} }
{\displaystyle \lim _{n\to +\infty }(a_{n}\pm b_{n})=a\pm b}
{\displaystyle \lim _{n\to +\infty }(a_{n}\cdot b_{n})=a\cdot b}
{\displaystyle \lim _{n\to +\infty }{a_{n} \over b_{n}}={a \over b}\qquad {\mbox{se }}b_{n}\neq 0\ \forall n,\ b\neq 0}
Queste proprietà sono valide in alcuni casi anche per limiti {\displaystyle a,b} infiniti, purché l'operazione  richiesta non sia una forma indeterminata. Ad esempio:
{\displaystyle a+\infty =+\infty \qquad a-\infty =-\infty \qquad +\infty +\infty =+\infty \qquad -\infty -\infty =-\infty }
e se {\displaystyle a\neq 0}, anche:
{\displaystyle a\cdot \infty =\infty \qquad {a \over 0}=\infty \qquad {a \over \infty }=0}
con i segni opportuni calcolati con la usuale regola del prodotto.

## Confronto fra successioni
Un metodo classico per ottenere informazioni sulla convergenza di una successione consiste nel confrontare questa con un'altra, il cui comportamento è già noto.

### Confronto fra due successioni
Se due successioni {\displaystyle a_{n}} e {\displaystyle b_{n}} convergono ai limiti {\displaystyle a} e {\displaystyle b}, e se {\displaystyle a_{n}\geq b_{n}} per ogni {\displaystyle n}, allora {\displaystyle a\geq b}.
Per mostrare questo fatto, basta prendere la successione {\displaystyle a_{n}-b_{n}}, che è fatta di termini maggiori o uguali a zero, e per le proprietà dei limiti rispetto alle operazioni converge a {\displaystyle a-b}: quindi per il teorema della permanenza del segno {\displaystyle a-b\geq 0}, ovvero {\displaystyle a\geq b}.

### Teorema del confronto
Il teorema del confronto per le successioni asserisce che una successione "stretta fra due successioni" convergenti allo stesso limite converge anch'essa a questo limite. Formalmente, se {\displaystyle \{a_{n}\},\{b_{n}\}} e {\displaystyle \{c_{n}\}} sono tre successioni tali che:
{\displaystyle a_{n}\leq b_{n}\leq c_{n}}
per ogni {\displaystyle n}, e se:
{\displaystyle \lim _{n\to +\infty }a_{n}=\lim _{n\to +\infty }c_{n}=l}
allora anche:
{\displaystyle \lim _{n\to +\infty }b_{n}=l}
Ad esempio, la successione:
{\displaystyle b_{n}={\cos n \over n}}
è "stretta" fra le successioni {\displaystyle a_{n}=-1/n} e {\displaystyle c_{n}=1/n}, poiché:
{\displaystyle -1\leq \cos n\leq 1}
per ogni {\displaystyle n}. Poiché entrambe {\displaystyle a_{n}} e {\displaystyle c_{n}} sono infinitesime (convergono cioè a zero), anche {\displaystyle b_{n}} è infinitesima.

## Criterio di convergenza di Cauchy
Una successione di Cauchy è una successione {\displaystyle \{a_{n}\}}, i cui valori "si avvicinano sempre di più" fra loro. Formalmente, per ogni {\displaystyle \varepsilon >0} esiste {\displaystyle N} tale che:
{\displaystyle |a_{n}-a_{m}|<\varepsilon \qquad \forall n,m>N}
Per il criterio di convergenza di Cauchy, una successione di numeri reali è convergente se e solo se è di Cauchy.
La proprietà essenziale dei numeri reali che rende possibile questo fatto è la completezza. Infatti il criterio non vale per i numeri razionali, che non sono completi: una successione di numeri razionali di Cauchy non è necessariamente convergente ad un numero razionale (ma lo è ad un numero reale). Ad esempio:
{\displaystyle a_{n}=\left(1+{\frac {1}{n}}\right)^{n}}
è una successione di Cauchy di numeri razionali convergenti al numero irrazionale {\displaystyle e} di Nepero.

## Criterio di convergenza di Stolz-Cesàro
Se si considerano due successioni a valori reali di cui una {\displaystyle b_{n}} è positiva, strettamente crescente, illimitata, ed esiste il seguente limite:
{\displaystyle \lim _{n\rightarrow \infty }{\frac {a_{n+1}-a_{n}}{b_{n+1}-b_{n}}}=l}
allora esiste anche il limite:
{\displaystyle \lim _{n\rightarrow \infty }{\frac {a_{n}}{b_{n}}}=l}

## Esempi
- La successione {\displaystyle a_{n}=1/(n^{2})} converge a 0:

{\displaystyle 1,\,{\frac {1}{4}},\,{\frac {1}{9}},\,{\frac {1}{16}},\,\ldots }
- La successione:

{\displaystyle a_{n}=\left(1+{\frac {1}{n}}\right)^{n}}
è convergente. Il suo limite è il numero di Nepero {\displaystyle e=2.71828\ldots }
- La successione a segni alterni {\displaystyle a_{n}=(-1)^{n}} non è convergente:

{\displaystyle +1,-1,+1,-1,\ldots }
- La successione {\displaystyle a_{n}=n} è divergente positivamente (tende a {\displaystyle +\infty }):

{\displaystyle 1,2,3,4,\ldots ,}